# Kentropyx striata
Kentropyx striata är en ödleart som beskrevs av  den franske zoologen François Marie Daudin 1802. Kentropyx striata ingår i släktet Kentropyx, och familjen tejuödlor. Inga underarter finns listade.

## Utbredning
Kentropyx striata finns i Sydamerika där den förekommer i Venezuela, Guyana, Surinam, Trinidad, Colombia och Brasilien. Ännu så länge obekräftade uppgifter finns också från Franska Guyana och Tobago.